# Lathyrus gmelinii
Lathyrus gmelinii là một loài thực vật có hoa trong họ Đậu. Loài này được Fritsch miêu tả khoa học đầu tiên.